# 觀月亞里莎
觀月亞里莎（日语：／ Mizuki Arisa，1976年12月5日—），日本女演員、歌手、模特兒。出身於東京都練馬區。RISINGPRO所屬。明治大學附屬中野高等學校中退。身高170.2cm。A型血。

## 經歷

### 模特兒、演員
觀月亞里莎從4歲起就開始在廣告和雜誌上擔任兒童模特兒。
1989年，她首次出演電視劇，在《老師也瘋狂II》（富士電視台系列）以學生一角首次亮相。約1990年從SKY CORPORATION轉移到RISINGPRO。當時，她因在富士彩色、Renown「ΣΧΘΛΗ」的廣告受到矚目，與同樣主要透過廣告獲得人氣的宮澤理惠、牧瀨里穗一起被稱為「3M」。
1991年，首次主演電影《超少女REIKO》。
1992年，觀月與DOWN TOWN、楠田枝里子一起擔任日本電視台《24小時電視 「愛心救地球」》的主持人。
她首次主演的電視劇是1992年10月播出的《陰錯陽差》（富士電視台）。自同一部作品以來，她連續30年每年主演一部連續劇，直至2021年，2010年被金氏認定為「連續19年主演電視劇」的紀錄。
1996年7月開始播出的連續劇《秀逗小護士》（富士電視台）中，觀月飾演主角朝倉泉是一位與患者互動的笨拙而開朗的護士，而松下由樹則飾演一位年長的護士，在一部出色的喜劇中有很多互動。作品被拍成連續劇，至2002年共製作了4部連續劇（第3部為兩季作品）、3部特別篇、1部電影，成為代表作品之一。此外，在同一系列節目的間隙，她還出演了《最重要的人》（TBS）、《獵男高手》和《旅館美人甘芭茶》（均在富士電視台播出）。系列結束後，她主演了《鬼嫁日記》系列（關西電視台）、《海螺小姐》（富士電視台）、和《齊藤太太》系列（日本電視台）。
她主演了多部東映發行的電影，包括1996年的《七月七日晴》和2003年的《生命中的島嶼》。
2003年亮相巴黎時裝週。
2007年，觀月在羽原大介的劇本中首次登台，該劇本將《西拉諾·德·貝爾熱拉克》塑造成太平洋戰爭期間的日本人。
2014年，首次出演[音樂劇|音樂]]舞台劇《瞞天過海》。
2017年，成立「座 ALISA」，聚集了活躍在不同領域並製作的同事。
2023年，擔任《朝日新聞》和寶島社女性雜誌《GLOW》共同計畫「優雅變老計畫」的大使。

### 音樂
1991年5月，她以尾崎亞美作詞曲的單曲《傳說的少女》作為歌手出道。該曲在oricon單曲榜登上第5名，並於同年獲得第33屆日本唱片大獎新人獎。從那時起，其單曲一直保持在前十名，直到第8張單曲《給你們這世代一個吻》為止。
關於小室哲哉，觀月的歌曲大多是從「小室熱潮」之前就開始提供，例如1991年首張專輯《ARISA》裡的和《TOO SHY SHY BOY！》，所以她是早期小室家族的成員之一。小室一直在為荻野目洋子提供音樂，而且荻野與觀月都隸屬於RISINGPRO，經紀公司也提出了報價。觀月從中學開始就是TM NETWORK的粉絲，當他們第一次為她寫歌時，她非常感動。小室回憶道，他說「我的手腳比其他人長，為了充分利用這一點，我又回到了聲音領域。例如，對於一首適合跳舞的歌曲，我必須想『如果我在這裡加上口音，她就會伸出手來』」。
出道以後，她的第13張單曲《Forever Love》和精選專輯《FIORE II》由日本古倫美亞發行，但她在1997年10月轉入avex tune，她的新歌往往會融合尚未成為熱門歌曲的年輕作家如葉山拓亮和T2ya對西方音樂的日語翻唱。自1999年發行的專輯《Innocence》以來，她自己寫了一些歌詞。
觀月也為自己主演的大部分電視劇演唱了主題曲，從從《陰錯陽差》到《鑽石尤物》（富士電視台）。由於演員事業繁忙，自1994年以來，她除了店內以外就沒有進行過任何現場活動，並在2004年2月發行了本身的精選專輯後，她暫停了自己的歌唱事業。2008年，她的新歌《ENGAGED》時隔5年首次被用作《齊藤太太》的主題曲。
2011年5月，觀月在自己歌手出道20週年之際，發行了時隔11年半的原創專輯《SpeciAlisa》。據此，同年4月22日官方部落格啟用。
2016年5月15日，官方Instagram啟用，紀念自己作為歌手出道25週年。同年12月5日，即觀月的40歲生日，發行了完整的精選專輯《VINGT-CINQ ANS》，以紀念她作為歌手出道25週年。除了從出道曲《傳說的少女》到《我》等之前發行的25首單曲（僅限A面）之外，還包括《傳說的少女》和《TOO SHY SHY BOY！》的重新錄製版本。

## 人物
「（亞里莎）」這個名字是她父親命名的，因為父親希望她長大後變得「（；明亮地）」、「（；聰明的）」和「（；清爽）」。「觀月（みづき）」這個姓氏不是藝名，而是她的本名。
獨生女。
明治大學附屬中野高等學校中學。
憑藉著標稱內縫84cm的美腿，以及據稱比八頭身還要高的出眾身材，她參加了包括東京女孩展演在內的許多場時裝表演。並獲得Parcassio美腿大獎（2007年）。
她的視力不好，曾經戴隱形眼鏡，但自從接受視力矯正手術後，她就沒有再戴隱形眼鏡。
截至2022年11月，她的身高為170.2cm。中學時期的時候長了約20cm。雖然她30多歲時身高還沒有達到170cm，但在40多歲的時候就達到了。

### 興趣、嗜好
興趣：帽子收集、DVD鑑賞、彼拉提斯、半身浴、全身振動、陶藝。2021年夏季取得特殊小型船許可證。假日其嗜好包括去海灘和乘坐船隻。也擅長游泳。有飼養狗。
喜歡的食物：咖哩烏龍麵、豆漿腸鍋、日式燒肉、哈密瓜麵包。也是個酒豪。
喜歡的歌手是瑪丹娜，自從上中學時第一次看到瑪丹娜的演唱會，就很崇拜她了。其他還包括PRINCESS PRINCESS、杏里等。

### 交友
她在演藝界交友很廣，每年都會舉辦生日派對，邀請杏、谷原章介、蛯原友里、阿部貞夫、神田宇乃、愛內里菜等200多名藝人參加。起初舉辦規模較小，但隨著參加人數的增加，逐漸成為出租的大型場地，成為眾多藝人跳舞、模仿、唱歌、表演的盛會。
與島崎和歌子從十幾歲起就是最好的朋友，1991年共同主演了《超少女REIKO》。兩人個性隨和，相處得像個男人，而且都愛喝酒，有時會喝到凌晨。
她從SMAP前成員小學時共同出演《危險少年3》（東京電視台）時就認識了他們。除了香取慎吾之外，所有成員都比她年長，從那時起，她就像妹妹一樣被愛著。她說自己和同年齡的香取慎吾就像青梅竹馬。
播報員宇賀夏美是觀月練馬區小學和中學的學妹。

### 私生活
2015年3月21日，觀月與建築相關公司KRH的代表董事兼社長青山光司結婚。婚禮及酒會於同年11月1日在印尼峇里島舉行。招待會結束後，峇里島附近島嶼上的林賈尼火山爆發，峇里島機場關閉。對於需要立即回國的受邀嘉賓（渡邊謙要前往洛杉磯），他們安排了陸路交通、渡輪和私人飛機前往雅加達。

## 獲獎紀錄
1991年
- 第33屆日本唱片大獎 新人獎
- 第29屆金箭獎（日语：ゴールデン・アロー賞） Graph獎

1992年
- 第6屆日本金唱片大獎 Best 5 New Artists
- 第15屆日本電影學院獎 新人演員獎[34]
- 第9屆最佳牛仔褲時尚名人（日语：ベストジーニスト）

1993年
- 第10屆最佳牛仔褲時尚名人

1996年
- 第10屆日劇學院獎 服裝造型獎（《秀逗小護士》）[35]

2003年
- 第37屆日劇學院獎 服裝造型獎（《鑽石尤物（日语：ダイヤモンドガール）》）[36]

2004年
- 第27屆日本電影學院獎 優秀主演女優獎[37]

2006年
- 第19屆日本眼鏡最佳穿搭獎（日语：日本メガネベストドレッサー賞） 特別獎

2007年
- 第5屆Parcassio美腿大獎（日语：クラリーノ美脚大賞） 30歲部門

2010年
- 第21屆日本Jewellery Best Dresser獎（日语：国際宝飾展#日本ジュエリーベストドレッサー賞） 30歲部門
- 金氏世界紀錄認定 電視劇連續19年主演女優世界紀錄[13]

2017年
- 第15屆Clarino美腿大獎（日语：クラリーノ美脚大賞）2017 Over Forty部門[38][39]

2020年
- WEIBO Account Festival in Japan 2020 實力女演員獎[40]

## 音樂作品

### 單曲
| 枚數          | 發行日期       | 單曲名稱（日文原名）                  | 收錄曲 | 販售形式     | 規格編號     | oricon 最高排名 | 首錄專輯                                                  |              |              |
| 日本古倫美亞  | 日本古倫美亞   | 日本古倫美亞                          | 日本古倫美亞 | 日本古倫美亞 | 日本古倫美亞 | 日本古倫美亞    | 日本古倫美亞                                              | 日本古倫美亞 | 日本古倫美亞 |
| ------------- | -------------- | ------------------------------------- | --- | ------------ | ------------ | --------------- | --------------------------------------------------------- | ------------ | ------------ |
| 1st           | 1991年5月15日  | 傳說的少女（）                        | 1. 作詞、作曲：尾崎亞美／編曲：佐藤準 2. 作詞、作曲：尾崎亞美／編曲：佐藤準 | 8cm CD       | CODA-8691    | 第5名           | ARISA                                                     |              |              |
| 1st           | 1991年5月15日  | 傳說的少女（）                        | 1. 作詞、作曲：尾崎亞美／編曲：佐藤準 2. 作詞、作曲：尾崎亞美／編曲：佐藤準 | CT           | COSA-200     | 第5名           | ARISA                                                     |              |              |
| 2nd           | 1991年8月28日  | 伊甸都市（）                          | 1. 作詞：田口俊／作曲：奧居香／編曲：奧居香、路正德 2. 作詞：田口俊／作曲：奧居香／編曲：奧居香、路正德 | 8cm CD       | CODA-8791    | 第5名           | ARISA                                                     |              |              |
| 2nd           | 1991年8月28日  | 伊甸都市（）                          | 1. 作詞：田口俊／作曲：奧居香／編曲：奧居香、路正德 2. 作詞：田口俊／作曲：奧居香／編曲：奧居香、路正德 | CT           | COSA-221     | 第5名           | ARISA                                                     |              |              |
| 3rd           | 1991年11月21日 | 在風中（）                            | 1. 作詞、作曲：尾崎亞美／編曲：井上鑑 2. 作詞、作曲：尾崎亞美／編曲：富田泰弘 | 8cm CD       | CODA-8948    | 第10名          | ARISA                                                     |              |              |
| 4th           | 1992年5月27日  | TOO SHY SHY BOY！                     | 1. TOO SHY SHY BOY！ 作詞、作曲：小室哲哉／編曲：小室哲哉、COZY 2. 作詞、作曲：辛島美登里／編曲：村瀨恭久 3. TOO SHY SHY BOY！ | 8cm CD       | CODA-28      | 第4名           | SHAKE YOUR BODY FOR ME                                    |              |              |
| 5th           | 1993年5月21日  | 今年風最大的午後（）                  | 1. 作詞、作曲：吳田輕穗／編曲：大村雅朗 2. 作詞、作曲：辛島美登里／編曲：京田誠一 | 8cm CD       | CODA-162     | 第8名           | FIORE                                                     |              |              |
| 6th           | 1993年8月11日  | 因為喜歡你（）                        | 1. 作詞：田口俊／作曲：吳田輕穗／編曲：大村雅朗 2. 作詞：朝水彼方／作曲：松本俊明／編曲：龜田誠治 | 8cm CD       | CODA-232     | 第10名          | FIORE                                                     |              |              |
| 7th           | 1994年10月3日  | happy wake up！                       | 1. happy wake up！ 作詞、作曲：小室哲哉／編曲：小室哲哉、久保Cozy 2. Close to you 作詞、作曲：小室哲哉／編曲：久保Cozy 3. happy wake up！ | 8cm CD       | CODA-474     | 第3名           | ARISA III LOOK（#1） ARISA’S FAVORITE ～T.K.SONGS～（#2） |              |              |
| 8th           | 1995年2月13日  | 給你們這世代一個吻（）                | 1. 作詞、作曲：小室哲哉／編曲：久保Cozy 2. 作詞：小室哲哉／作曲、編曲：久保Cozy | 8cm CD       | CODA-595     | 第9名           | CUTE                                                      |              |              |
| 9th           | 1995年5月24日  | 擁抱我！（）                          | 1. 作詞：永岡昌憲／作曲：星野靖彥／編曲：土方隆行 2. 作詞：永岡昌憲／作曲：星野靖彥／編曲：小西貴雄 | 8cm CD       | CODA-548     | 第20名          | CUTE                                                      |              |              |
| 10th          | 1995年12月1日  | Don't be shy                          | 1. Don't be shy 作詞：岩里祐穗／作曲：F&M Project／編曲：星野靖彥 2. Don't be shy (Re-Mix) 3. Don't be shy (Extended Mix) 4. Don't be shy (Original Karaoke) | 8cm CD       | CODA-778     | 第39名          | FIORE II                                                  |              |              |
| 11th          | 1996年4月20日  | 風與天空也一定…（）                   | 1. 作詞、作曲：上田知華／編曲：大槻啓之 | 8cm CD       | CODA-913     | 第24名          | FIORE II                                                  |              |              |
| 12th          | 1996年7月24日  | PROMISE to PROMISE                    | 1. PROMISE to PROMISE (STRAIGHT RUN) 作詞：小室哲哉、前田貴宏／作曲、編曲：小室哲哉 2. PROMISE to PROMISE (URBAN STREET MIX) 3. PROMISE to PROMISE (TV MIX) | 8cm CD       | CODA-977     | 第17名          | FIORE II                                                  |              |              |
| 13th          | 1997年4月23日  | Forever Love                          | 1. Forever Love 作詞、作曲：伊秩弘將／編曲：水島康貴 2. in my life 作詞、作曲：伊秩弘將／編曲：水島康貴 3. Forever Love | 8cm CD       | CODA-1211    | 第35名          | FIORE II                                                  |              |              |
| avex tune     |                |                                       | |              |              |                 |                                                           |              |              |
| 14th          | 1997年11月19日 | Days                                  | 1. Days 作詞、作曲、編曲：五十嵐充 2. walk into the lights 作詞：鈴木計見／作曲、編曲：星野靖彥 3. Days (Instrumental) 4. walk into the lights (Instrumental) | 8cm CD       | AVDT-20017   | 第14名          | FIORE II innocence                                        |              |              |
| 15th          | 1998年5月27日  | Through the Season                    | 1. Through the Season 作詞：海老根祐子／作曲、編曲：葉山拓亮 2. Previous days 作詞、作曲、編曲：T2ya 3. Through the Season (Instrumental) 4. Previous days (Instrumental) | 8cm CD       | AVDT-20022   | 第49名          | innocence                                                 |              |              |
| 16th          | 1999年2月3日   | 朝陽照亮的橋（）                      | 1. 作詞：森浩美／作曲：T2ya／編曲：葉山拓亮 2. True 作詞、作曲、編曲：尾崎亞美 3. (Instrumental) 4. True (Instrumental) | 8cm CD       | AVDT-20045   | 第33名          | innocence                                                 |              |              |
| 17th          | 1999年4月28日  | Eternal Message                       | 1. Eternal Message (Original Mix) 作詞：海老根祐子／作曲、編曲：葉山拓亮 2. I NEED YOU (Original Mix) 作詞：真間稜／作曲：荒木真樹彥／編曲：葉山拓亮 3. Eternal Message (Karaoke) | 8cm CD       | AVDT-20049   | 第43名          | innocence                                                 |              |              |
| 18th          | 2000年5月10日  | BREAK ALL DAY！                       | 1. BREAK ALL DAY！ 作詞、作曲：Cathy Dennis、Michael Ericsson、H.Roostan、Toh Eric Harmansen（日語作詞：佐伯健三） ／編曲：DANCE☆MAN 2. SHAKE LOVE 作詞：阿久津健太郎／作曲、編曲：葉山拓亮 3. BREAK ALL DAY！ (G.O.N.T.A 2000 MIX) 4. BREAK ALL DAY！ (INSTRUMENTAL) 5. SHAKE LOVE (INSTRUMENTAL) | 12cm CD      | AVCT-30020   | 第20名          | HISTORY ～ALISA MIZUKI COMPLETE SINGLE COLLECTION～       |              |              |
| 19th          | 2000年8月23日  | 女神之舞（）                          | 1. 作詞、作曲：淳君／編曲：松原憲 2. Believe in your way 作詞：海老根祐子、原一博／作曲、編曲：原一博 3. (FU FHA HA H"AA MIX Remixed BY CHOKKAKU) 4. (INSTRUMENTAL) | 12cm CD      | AVCT-30027   | 第20名          | HISTORY ～ALISA MIZUKI COMPLETE SINGLE COLLECTION～       |              |              |
| 20th          | 2002年2月6日   | 眼神的力量（ヒトミノチカラ）                        | 1. 作詞：森浩美／作曲：高見澤俊彥／編曲：上野圭市 2. (BUZZ ROCK Ver.) 3. 作詞、作曲、編曲：長岡成貢 4. (Instrumental) | 12cm CD      | AVCT-30051   | 第33名          | HISTORY ～ALISA MIZUKI COMPLETE SINGLE COLLECTION～       |              |              |
| 21            | 2002年8月21日  | Love Potion                           | 1. Love Potion 作詞、作曲：Stephen Kipner、David Frank、Palema Sheyne （日語作詞：相田毅） ／編曲：小西貴雄 2. Sympathy 作詞：真間稜／作曲、編曲：原一博 3. Love Potion (Instrumental) 4. Sympathy (Instrumental)                                                                                  | 12cm CD      | AVCT-30057   | 第30名          | HISTORY ～ALISA MIZUKI COMPLETE SINGLE COLLECTION～       |              |              |
| 22nd          | 2003年5月21日  | Shout It Out                          | 1. Shout It Out 作詞：松井五郎／作曲、編曲：JEAN PAUL 'BLUEY' MAUNICK、MATT COOPER 2. ETERNAL SPACE 作詞：宮本惠美／作曲：GEE／編曲：日高智 3. Shout It Out (Instrumental) 4. ETERNAL SPACE (Instrumental)                                                                                         | 12cm CD      | AVCT-30074   | 第96名          | HISTORY ～ALISA MIZUKI COMPLETE SINGLE COLLECTION～       |              |              |
| 23rd          | 2008年2月6日   | ENGAGED                               | CD 1. ENGAGED 作詞、作曲：瀧川潤／編曲：旭純 2. 作詞：觀月亞里莎／作曲：瀧川潤／編曲：旭純 3. ENGAGED (Piano Version) 4. ENGAGED (Instrumental) 5. (Instrumental) DVD - ENGAGED (Video Clip) - making of ENGAGED                                                                                   | 12cm CD+DVD  | AVCT-30127/B | 第53名          | VINGT-CINQ ANS                                            |              |              |
| 23rd          | 2008年2月6日   | ENGAGED                               | CD 1. ENGAGED 作詞、作曲：瀧川潤／編曲：旭純 2. 作詞：觀月亞里莎／作曲：瀧川潤／編曲：旭純 3. ENGAGED (Piano Version) 4. ENGAGED (Instrumental) 5. (Instrumental) DVD - ENGAGED (Video Clip) - making of ENGAGED                                                                                   | 12cm CD      | AVCT-30128   | 第53名          | VINGT-CINQ ANS                                            |              |              |
| 24th          | 2011年8月17日  | 星星的盡頭（）                        | CD 1. 作詞、作曲：川村結花／編曲：旭純 2. (Piano Version) 3. ALISA IN WONDERLAND 作詞：Micro（Def Tech）、觀月亞里莎、mamamarock （永岡昌憲） ／作曲、編曲：Micro 4. (Instrumental) 5. ALISA IN WONDERLAND (Instrumental) DVD - -Music Clip- - ALISA IN WONDERLAND -Music Clip- - Making of        | 12cm CD+DVD  | AVCT-30137/B | 第117名         | SpeciAlisa                                                |              |              |
| 24th          | 2011年8月17日  | 星星的盡頭（）                        | CD 1. 作詞、作曲：川村結花／編曲：旭純 2. (Piano Version) 3. ALISA IN WONDERLAND 作詞：Micro（Def Tech）、觀月亞里莎、mamamarock （永岡昌憲） ／作曲、編曲：Micro 4. (Instrumental) 5. ALISA IN WONDERLAND (Instrumental) DVD - -Music Clip- - ALISA IN WONDERLAND -Music Clip- - Making of        | 12cm CD      | AVCT-30138   | 第117名         | SpeciAlisa                                                |              |              |
| 25th          | 2014年12月10日 | 我/Heroines！（）                     | CD 1. 作詞、作曲：岸谷香／編曲：田雅人 2. Heroines！ 作詞：中村彼方／作曲：Charlie Mason、Frida Molander、Christian Rabb／編曲：JIN 3. (Instrumental) 4. Heroines！ (Instrumental) DVD - (Music Clip) - (Making)                                                                                   | 12cm CD+DVD  | AVCT-30139/B | TBA             | SpeciAlisa                                                |              |              |
| 25th          | 2014年12月10日 | 我/Heroines！（）                     | CD 1. 作詞、作曲：岸谷香／編曲：田雅人 2. Heroines！ 作詞：中村彼方／作曲：Charlie Mason、Frida Molander、Christian Rabb／編曲：JIN 3. (Instrumental) 4. Heroines！ (Instrumental) DVD - (Music Clip) - (Making)                                                                                   | 12cm CD      | AVCT-30140   | TBA             | SpeciAlisa                                                |              |              |
|               | 2021年12月29日 | TOO SHY SHY BOY！ (TK SONG MAFIA MIX) | 1. TOO SHY SHY BOY！ (TK SONG MAFIA MIX) 作詞、作曲、編曲：小室哲哉 | 數位音樂下載 | 數位音樂下載 | —               | Ali30                                                     |              |              |
| 2022年5月25日 | 人馬座（サジタリウス）     | 1. 作詞、作曲、編曲：沖聰次郎         | | 數位音樂下載 | 數位音樂下載 | —               | Ali30                                                     |              |              |

### 專輯

#### 原創專輯
| 枚數         | 發行日期       | 專輯名稱（日文原名）   | 收錄曲 | 販售形式        | 產品編號     | oricon 最高排名 |              |              |              |
| 日本古倫美亞 | 日本古倫美亞   | 日本古倫美亞           | 日本古倫美亞 | 日本古倫美亞    | 日本古倫美亞 | 日本古倫美亞    | 日本古倫美亞 | 日本古倫美亞 | 日本古倫美亞 |
| ------------ | -------------- | ---------------------- | --- | --------------- | ------------ | --------------- | ------------ | ------------ | ------------ |
| 1st          | 1991年12月4日  | ARISA                  | 1. Cherry Cherry ♥ Strawberry 2. (Album Version) | CD              | COCA-7984    | 第8名           |              |              |              |
| 2nd          | 1992年10月1日  | SHAKE YOUR BODY FOR ME | 1. SHAKE YOUR BODY FOR ME 2. GIVE ME YOUR LOVE TONIGHT 3. Wings Of Love 4. TOO SHY SHY BOY！ (EXTENDED NEW RE-MIX) 5. GENERATION 6. HE'S GONE | CD              | COCA-10186   | 第6名           |              |              |              |
| 3rd          | 1994年12月24日 | ARISA III LOOK         | 1. (INSTRUMENTAL) 2. IN THE RAIN 3. CRY FOR YOU 4. Next Genaration 5. Friend and Lover 6. Happy wake up！ | CD              | COCA-12222   | 第24名          |              |              |              |
| 4th          | 1995年7月21日  | CUTE                   | 1. INTO THE NIGHT 2. PITTER PATTER | CD              | COCA-12740   | 第21名          |              |              |              |
| avex tune    |                |                        | |                 |              |                 |              |              |              |
| 5th          | 1999年11月17日 | innocence              | 1. mermaid 2. Realize 3. All my love 4. Eternal Message 5. Heaven Knows 6. Girl friend 7. Through the Season (album remix) 8. Days 9. oh-darling | CD              | AVCT-10052   | 第39名          |              |              |              |
| 6th          | 2011年5月25日  | SpeciAlisa             | 1. Don't Stop Now 2. Heroines！ 3. You're my best friend 4. Jewel 5. I don't mind, if you forget me 6. Will Love 7. Lyra feat. 369 8. ALISA IN WONDERLAND | CD              | AVCT-10179   | 第72名          |              |              |              |
| 7th          | 2022年6月15日  | Ali30                  | CD 1. prologue 2. Always Alright 3. Goodbye My Lonely 4. SUNAO 5. Nobody else 6. mint leaf 7. Psychedelic 8. Umbrella 9. THIS LOVE 10. Someday 11. epilogue 12. mint leaf (Seiho Remix) 13. TOO SHY SHY BOY！ (TK SONG MAFIA MIX) Blu-ray Disc - (Music Video) - (Music Video Behind the Scenes) - TOO SHY SHY BOY！ (TK SONG MAFIA MIX) (Music Video) - TOO SHY SHY BOY！ (TK SONG MAFIA MIX) (Music Video Behind the Scenes) | CD+Blu-ray Disc | AVCT-10207/B | 第52名          |              |              |              |
| 7th          | 2022年6月15日  | Ali30                  | CD 1. prologue 2. Always Alright 3. Goodbye My Lonely 4. SUNAO 5. Nobody else 6. mint leaf 7. Psychedelic 8. Umbrella 9. THIS LOVE 10. Someday 11. epilogue 12. mint leaf (Seiho Remix) 13. TOO SHY SHY BOY！ (TK SONG MAFIA MIX) Blu-ray Disc - (Music Video) - (Music Video Behind the Scenes) - TOO SHY SHY BOY！ (TK SONG MAFIA MIX) (Music Video) - TOO SHY SHY BOY！ (TK SONG MAFIA MIX) (Music Video Behind the Scenes) | CD              | AVCT-10208   | 第52名          |              |              |              |

### 其它樂曲
- 如果彈過鋼琴的話（日语：もしもピアノが弾けたなら）—《VISION FACTORY COMPILATION ～阿久悠、作家生活40週年紀念～》（2008年12月3日，SONIC GROOVE）—收錄在第1曲目中。翻唱西田敏行的熱門歌曲。

## 演出

### 電視劇
※ 連續劇主演以粗體字表示。
- 週四黃金劇場（日语：木曜ゴールデンドラマ）『愛與恨的羈絆』（1983年4月14日，日本電視台系列）
- 危險少年3（1988年10月12日—1989年3月29日，東京電視台）—飾 觀月亞里莎
- 老師也瘋狂II（1989年4月3日—6月26日，富士電視台系列）—飾 觀月亞里莎
- 迎春特別電視劇（日语：新春ドラマスペシャル）『再見是春天的呢喃』（1991年1月11日，富士電視台系列）
- 誰都不愛（日语：もう誰も愛さない）（1991年4月11日—6月27日，富士電視台系列）—飾 田代彌生
- （1991年8月7日，NHK）
- 戀人的終端（1992年5月7日，日本電視台系列）
- 我們的電視劇系列（日语：ボクたちのドラマシリーズ）『陰錯陽差（日语：放課後 (テレビドラマ)）』（1992年10月15日—11月12日，富士電視台系列）—主演：飾 秋山梓[注 9]
- 淘氣乖乖女（1993年7月5日—9月20日，富士電視台系列）—主演：飾 北原夏美
- 心中有陽光（日语：いつも心に太陽を (テレビドラマ)）（1994年1月7日—3月18日，TBS系列）—主演：飾 高井智惠子
- 百萬保母（日语：ヘルプ! (テレビドラマ)）（1995年1月13日—3月17日，富士電視台系列）—主演：飾 茅崎奈奈
- 湘南利物浦學院（日语：湘南リバプール学院） 第1話（1995年4月11日，富士電視台系列）—飾 赤坂怜
- 聖誕節特別電視劇『聖夜奇蹟～第一章：我不需要夏娃（日语：聖夜の奇跡）』（1995年12月23日，富士電視台系列）—主演
- 秀逗小護士系列（富士電視台系列）—主演：飾 朝倉泉
  - 秀逗小護士1（1996年7月2日—9月24日）
  - 秀逗小護士 特別篇（1997年4月4日）
  - 秀逗小護士2（1997年10月14日—12月23日）
  - 秀逗小護士3（2000年4月11日—9月19日）[注 10]
  - 秀逗小護士4（2002年7月2日—9月24日）
  - 秀逗小護士 離島篇／再會篇（2014年10月31日、11月1日）
- 最重要的人（1997年4月18日—6月27日，TBS系列）—主演：飾 結城美和
- 獵男高手（日语：ボーイハント (テレビドラマ)）（1998年7月6日—9月21日，富士電視台系列）—飾 片瀨莉莉
- 秀逗修女瑪莉亞（日语：天使のお仕事 (テレビドラマ)）（1999年1月6日—3月24日，富士電視台系列）—主演：飾 阿部瑪利亞
- Mach V6 Big大作戰（日语：マッハブイロク#特別編）（2000年6月29日，富士電視台系列）—客串演出：飾 朝倉泉
- 旅館美人甘芭茶（日语：私を旅館に連れてって）（2001年4月11日—6月27日，富士電視台系列）—主演：飾 笹野倫子
- 世界奇妙物語系列（富士電視台系列）
  - 秋季特別篇「奇妙的女人」（2001年10月4日）—主演：飾 久保田凛
  - 春季特別篇「他是一個殺手」（2004年3月29日）—主演
  - 2022秋季特別篇「門房」（2022年11月12日）—主演：飾 松久保真希
- 鑽石尤物（日语：ダイヤモンドガール）（2003年4月9日—6月25日，富士電視台系列）—主演：飾 南條麗香
- 明天好天氣。（日语：あした天氣になあれ。）（2003年10月11日—12月13日，日本電視台系列）—主演：飾 坂井花
- 川流入海 6個愛的故事（日语：川、いつか海へ 6つの愛の物語） 第4話（2003年12月24日，NHK）—飾 宗像栗子
- 讓愛想起來（2004年7月6日—9月14日，關西電視台製作／富士電視台系列）—主演：飾 佐伯奈緒
- 為愛瘋狂特別篇（日语：恋のから騒ぎ#ドラマスペシャル）「想報仇的女人」（2005年9月21日，日本電視台系列）—主演：飾 山本美佐江
- 鬼嫁日記（日语：鬼嫁日記）系列（關西電視台製作／富士電視台系列）—主演：飾 山崎早苗
  - 鬼嫁日記（2005年10月11日—12月20日）
  - 鬼嫁日記 真是好溫泉（2007年4月17日—6月26日）
- 特別電視劇 戀愛小說 18歲的夏天（日语：恋愛小説 (2006年のテレビドラマ)）（2006年7月17日，TBS系列）—主演：飾 蘇芳繪美子
- 空姐真命苦（2006年7月5日—9月13日，日本電視台系列）—主演：飾 山田紗依
- 連續劇W 指揮家（2006年9月24日，WOWOW）—主演：飾 神野瑞惠
- 吉原炎上（日语：吉原炎上#テレビドラマ版）（2007年12月29日，朝日電視台系列）—主演：飾 內田久野
- 齊藤太太系列（日本電視台系列）—主演：飾 齊藤全子
  - 齊藤太太（2008年1月9日—3月19日）
  - 齊藤太太2（2013年7月13日—9月21日）
- OL日本（2008年10月8日—12月10日，日本電視台系列）—主演：飾 神崎島子
- 肉體之門（日语：肉体の門 (テレビドラマ)）（2008年12月27日，朝日電視台系列）—主演：飾 淺田千
- 烏龍派出所 第3話（2009年8月15日，TBS系列）—片頭客串
- 單身情歌（2009年10月16日—12月18日，TBS系列）—主演：飾 秋山里美
- 特別電視劇 海螺小姐系列（富士電視台系列）—主演：飾 河豚田海螺
  - 海螺小姐（2009年11月15日）
  - 海螺小姐2（2010年8月8日）
  - 海螺小姐3（2011年1月2日）
  - 海螺小姐 動畫&真人2小時半SP（2013年12月1日）
- 鬼龍院花子的一生（日语：鬼龍院花子の生涯#テレビドラマ（2010年版））（2010年6月6日，朝日電視台系列）—主演：飾 林田（鬼龍院）松惠
- 電視劇10『天使之享（日语：天使のわけまえ (テレビドラマ)）』（2010年7月6日—8月3日，NHK）—主演：飾 坂下久留美[注 9]
- 華和家四姊妹（2011年7月10日—9月18日，TBS系列）—主演：飾 華和竹美
- 特別電視劇 濃姬（日语：濃姫 (テレビドラマ)）系列（朝日電視台系列）—主演：飾 濃姬
  - 濃姬（2012年3月17日）
  - 濃姬II ～戰國時代的女性（2013年6月23日）
- Answer ～警視廳檢證搜查官（2012年4月18日—6月13日，朝日電視台系列）—主演：飾 新海晶
- 東野圭吾 懸疑故事『玲子與Reiko』（2012年7月26日，富士電視台系列）—主演：飾 淺野葉子
- 週六電視劇（日语：土曜ドラマ (NHK)）『姻緣獵手（日语：ご縁ハンター）』（2013年4月13日—27日，NHK）—主演：飾 蓮見利香
- 新春WIDE時代劇（日语：新春ワイド時代劇）『影武者 德川家康』（2014年1月2日，東京電視台）—飾
- 夜之教師（日语：夜のせんせい）（2014年1月17日—3月21日，TBS系列）—主演：飾 夜野櫻
- 禁區之女 ～調查記者鐵～（日语：出入禁止の女〜事件記者クロガネ〜）（2015年1月15日—2月26日，朝日電視台系列）—主演：飾 鐵忍布
- 真實的恐怖故事 夏季特別篇2015 「詭異的女子宿舍」（2015年8月29日，富士電視台）—主演：飾 山岸裕美
- 松本清張特別企劃 共犯者（日语：共犯者 (松本清張)#2015年版）（2015年9月30日，東京電視台）—主演：飾 內堀美輪[43]
- 家族的形式（2016年1月17日—3月20日，TBS）—飾 大野美佳[44]
- 極樂天使 最終話（2016年6月18日，日本電視台）—飾 真鍋律子[45]
- Premium Drama（日语：プレミアムドラマ）『隱菊（日语：隠れ菊#NHK版）』（2016年9月4日—10月23日，NHK BS Premium）—主演：飾 上島通子 [46]
- IQ246 ～華麗事件簿～ 第3話（2016年10月30日，TBS）—飾 瀧乃川美晴
- 櫻子小姐的腳下埋著屍體（2017年4月23日—6月25日，富士電視台）—主演：飾 九條櫻子[47]
- Premium Drama『搜查會議在客廳！（日语：捜査会議はリビングで!）』系列（NHK BS Premium）—主演：飾 森川章子
  - 搜查會議在客廳！（2018年7月15日—9月2日） [9]
  - 搜查會議在客廳 再來一碗！（2020年2月2日—3月22日）
- 遺留搜查 第5系列 最終話（2018年9月13日，朝日電視台）—飾 酒井裕子
- 執事 西園寺的名推理（日语：執事 西園寺の名推理）2（2019年4月19日—6月14日，東京電視台）—飾 山崎和歌子[48]
- 破案神手 第3話（2019年4月26日，TBS系列）—飾 瀨見真紀子[49]
- 阿羅哈酒侍（日语：アロハ・ソムリエ）（2019年12月26日—29日，富士電視台）—主演：飾 吉澤響子[10]
- 我們的愛情不正常（2020年8月12日—9月30日，日本電視台）—飾 高月今日子
- Byplayers ～名配角的森林100日～ 第3話（2021年1月22日，東京電視台）—飾 觀月亞里莎（本人）（劇中電視劇8chan《Dr.Z》第5系列：主演飾 醫生（女醫））
- 戀愛漫畫家 第5話（2021年5月6日，富士電視台）—飾 緒方琉璃子
- 家栽之人（日语：家栽の人#船越英一郎版）（2021年9月29日，朝日電視台）—飾 宇田川杏奈
- 奪愛、高校教師（日语：奪い愛、高校教師）（2021年12月28日—31日，朝日電視台）—主演：飾 星野露子[50]
- 家政夫三田園 第5系列 第1話（2022年4月22日，朝日電視台）—飾 林田正美[51]
- 刑警七人 第8系列 第9話（2022年9月7日，朝日電視台）
- 祈願病歷表 ～研修醫的解謎診察紀錄～ 第7話（2022年11月19日，日本電視台）—飾 柚木慧[52]
- 逆轉人生？（日语：ダ・カーポしませんか?）（2023年1月16日—3月27日，東京電視台）—飾 南雲洋子[53]
- 週末旅行的秘訣 ～夫妻不是那麼簡單的～（日语：週末旅の極意〜夫婦ってそんな簡単じゃないもの〜）（2023年7月6日—8月24日，東京電視台）—主演：飾 矢吹真澄[54][55][56]
- 警視廳追跡搜査係 -交錯-（日语：警視庁追跡捜査係#テレビドラマ）（2023年8月7日，東京電視台）—飾 本多響子[57]
- 不離婚的男人（日语：離婚しない男#テレビドラマ） 第8話（2024年3月9日，朝日電視台）—飾 大洗美子[58]
- Okura ～難解事件搜查～（2024年10月8日—12月17日，富士電視台）—飾 井伏愁[59]
- 雲霧仁左衛門完結篇（日语：雲霧仁左衛門 (2013年のテレビドラマ)）（2025年1月5日—2月23日，NHK BS、NHK BS Premium 4K）—飾 阿良[60]
- 能面檢察官（2025年7月11日—，東京電視台）—飾 仁科睦美[61]

### 綜藝節目

#### 常駐演出
- 凱瑟琳→凱瑟琳三世（日语：キャサリン三世）（2012年4月17日—2013年9月24日，關西電視台系列）

#### 不定期演出
- 多虧了隧道二人組（日语：とんねるずのみなさんのおかげです）（富士電視台）
- 歌番（TBS）
- 神奇腦能力!!（日语：マジカル頭脳パワー!!）（日本電視台）
- 一流藝人品鑑中（朝日放送）

#### 特別節目
- 帥哥猛男飆體能向女王致敬（日语：究極の男は誰だ!?最強スポーツ男子頂上決戦）（2012年—，TBS系列）—主持人（MC）

### 真人電影
- 超少女REIKO（日语：超少女REIKO）（1991年，東寶）—主演：飾 九藤玲子
- 七月七日晴（1996年，東寶）—主演：飾 望月日向
- 秀逗小護士 電影版（2002年，東寶）—主演：飾 朝倉泉
- 生命中的島嶼（日语：ぼくんち#実写映画版）（2003年，東映）—主演：飾 鹿子
- KEEP ON ROCKIN'（2003年）
- （2005年，東映）—主演：飾 中野貴奈子
- 懷孕大暴走（日语：BABY BABY BABY! -ベイビィ ベイビィ ベイビィ-）（2009年，東映）—主演：飾 佐佐木陽子
- 電影 妖怪人間貝姆（2012年，東寶）—飾 上野小百合
- 人類資金（日语：人類資金）（2013年，松竹）—飾 高遠美由紀
- JoJo的奇妙冒險：不滅鑽石 第一章（2017年，東寶／華納兄弟）—飾 東方朋子
- 劇場版 魯邦的女兒（2021年，東映）—飾 三雲玲[62]
- 如果德川家康成為總理大臣的話（日语：もしも徳川家康が総理大臣になったら#映画）（2024年，東寶）—飾 紫式部[63]

### 動畫電影
- 哆啦A夢：大雄之宇宙英雄記（2015年，東寶）—飾 魅芭

### 外語配音
- 尖叫旅社3：怪獸假期（2018年，Sony Pictures Entertainment）—飾 艾莉卡[64]
- 尖叫旅社：變形怪獸（2022年，Sony Pictures Entertainment）—飾 艾莉卡[65]

### 網路電視劇
- 奪愛、高校教師（2021年12月27日—30日，ABEMA）—飾 星野露子[注 11]

### 廣告
- 森永製（1982年、1988年—1989年、1991年—1996年）
  - 零食巧克力&（1982年） 與沖田浩之（日语：沖田浩之）共同演出
  - 『加倍佳』（1988年—1989年）
  - 森永糖果（1991年）
  - 森永Air in Chocolate（1991年）
  - 森永巧克力『DEEN』（1992年）
  - 森永巧克力『小枝（日语：小枝 (チョコレート)）』（1995年—1996年）
- 明電舎（日语：明電舍） 『μ port-II』（1990年）
- 第一生命（1990年）
- Renown（日语：レナウン (企業)） 『ΣΧΘΛΗ（日语：スコレー (ファッションブランド)）』（1990年—1996年） [注 12]
- 富士寫真軟片（日语：富士フイルムホールディングス）（1991年—1998年）
  - [67][68]
  - （1991年）
  - 『EPION』
  - 系列
- mizkan（日语：ミツカン）（1991年—1992年）
  - 展示告知（1991年）
  - （1991年—1992年）
  - 展示告知（1992年）
- 麒麟飲料（日语：キリンビバレッジ） 『Chassé』（1991年—1993年）
- 富士通 『FM TOWNS II』（1991年—1993年）
- BRIDGESTONE CYCLE（日语：ブリヂストンサイクル） （1991年—1993年）
- 資生堂Fine Toiletry（日语：エフティ資生堂）（1991年—1998年）
  - （1991年—1993年）
  - （1992年—1993年）
  - （1994年—1998年）
- Menicon（日语：メニコン）（1992年 - 1995年）
  - （1992年）
  - （1993年）
  - （1994年 - 1995年）
- 三菱重工業 （1993年—2000年）
- UCC上島咖啡 （1994年）
- 味之素 （1994年—1995年）
- 東京新聞通信社 『週刊電視指南（日语：週刊TVガイド）』（1995年—1997年）
- 三菱自動車工業（1996年—1997年）
  - 「Catch the Winter」活動（1996年）
  - 『Pajero』、「RVR」
  - 『Delica Space Gear』冬季限定特別版
  - 『Challenger』（1997年）
- Tu-Ka Phone關西（日语：ツーカー）（1996年—約1998年）—與哈里遜·福特、布萊德·彼特共同演出
- 朝日飲料 『KAFEO』（1997年）
- RICHO 『IPSiO』（1998年）
- 森永乳業 『Piknik（日语：ピクニック (飲料)）』（1998年）
- 資生堂（1998年—）
  - 『PN（日语：ピエヌ）』（1998年—1999年）
  - 活動（2008年）
- Tu-Ka Cellular東京（日语：ツーカー）（1999年）
- 參天製藥（1999年—2000年）
- 資生堂Fitit（2000年—2004年、2009年—2015年）
  - 『ff』（2000年—2004年）
  - 『AQUALABEL（日语：AQUALABEL）』（2009年—2015年）
- 金鳥（日语：大日本除虫菊） （2003年）
- 伊藤園 （2003年—約2004年）
- SUBARU 『SUBARU R2』（2004年）
- 札幌啤酒 『SLIMS（日语：スリムス）』（2005年）
- FT資生堂（2005年—）
  - （2005年）
  - 『TSUBAKI』（2006年—）
- VISA （2006年—2007年）
- PIP（日语：ピップ） （2006年—2009年）
- 樂天 『Lady Borden（日语：レディーボーデン）』（2007年）
- 樂天健康產業 『紅（BENI）』（2007年）
- 日本環球影城（2008年）
- 三得利『Contrex（日语：コントレックス）』（2009年—2011年）
- 日本和裝（日语：日本和装ホールディングス）（2009年—2010年）
- 荏原食品工業（日语：エバラ食品工業）（2012年—2016年）
  - （2012年—2016年）
  - （2015年—2016年）
- DUSKIN（日语：ダスキン）（2014年—2016年）
- 花王（2018年—）
- nurse STAGE（2022年—）[69]

### 廣播節目
- 觀月亞里莎 傳說之門（單集節目，播出日期不明，TBS電台）
- 觀月亞里莎 傳說之門II（1993年1月播出，TBS電台）
- 觀月亞里莎 全國radio（1992年10月5日—1997年3月，文化放送）
- 廣播劇 火焰太鼓（日语：火焔太鼓）（2007年11月23日，文化放送）—根據同名經典落語改編。與風間杜夫共同演出。
- 不可思議之國的亞里莎（日语：観月ありさ 不思議の国のありさ）（1991年4月7日—，日本放送）
- 觀月亞里莎的All Night-NIPPON（1992年8月19日，日本放送）

### 舞台
- （2007年，新國立劇場小劇場、大阪厚生年金會館（日语：オリックス劇場）大音樂廳、札幌互助音樂廳）—主演：飾 竹之內富美
- 瞞天過海（2014年，東急劇場Orb（日语：東急シアターオーブ））—飾 苔絲·奧申
- GS 近松商店（2015年，新歌舞伎座（日语：新歌舞伎座 (大阪)））—主演：飾 菊子
- SHAKESPEARE OF TRUE LOVE（2016年12月—2017年1月，KAAT神奈川藝術劇場（日语：神奈川県立県民ホール#神奈川芸術劇場）、梅田藝術劇場（日语：梅田芸術劇場）主廳、中日劇場）—飾 薇奧拉[70]
- 火花 ～Ghost of the Novelist～（2018年3月30日—4月15日，紀伊國屋音樂廳（日语：紀伊國屋ホール）／5月9日—12日，松下IMP大廳（日语：松下IMPビル#松下IMPホール））—主演：飾 真樹／本人[71]
- 手塚治虫誕辰90週年原作《塵埃8（日语：ダスト8）》改編舞台劇「惡魔與天使（日语：ダスト8#舞台）」（2019年1月—3月，KAAT神奈川藝術劇場、梅田藝術劇場主廳、御園座（日语：御園座））—主演：飾 精靈惡魔基莫拉／海江田沙月[注 13]
- 查理與巧克力工廠（英语：Charlie and the Chocolate Factory (musical)）（2023年10月9日—31日，帝國劇場）—飾 巴克特夫人
- 《雲之彼端，約定的地方》特別閱讀管弦樂音樂會（2024年11月5、6日，墨田三聲音樂廳（日语：すみだトリフォニーホール）／11月20日，NHK大阪音樂廳）—飾 阿知良芳江[74]

## 書籍

### 著書
- （1998年7月1日發行，東京新聞通信社）—該書是1996年8月至1997年12月在《週刊TV指南（日语：週刊TVガイド）》雜誌上連載的專欄的重印內容，並添加了新的文字。

### 寫真集
- 《FOTO ARISA MIZUKI》（1993年7月初版，WANI BOOKS（日语：ワニブックス））—久保田昭人（日语：くぼたあきひと）攝影。

## 腳註

## 外部連結
- （日語）—所屬經紀公司公式官網
- Alisa Mizuki Official Website （日語）—唱片公司公式官網
- （日語）—日本古倫美亞
- 觀月亞里莎的Instagram帳戶 （日語）
- （日語）—觀月亞里莎的官方個人部落格（Ameba Blog）。
  - ，存于 （日語）（GREE上發布，內容與Ameba相同。）
- YouTube上的觀月亞里莎頻道 （日語）
- YouTube上的觀月亞里莎播放列表 （日語）
- （日語）—私人網站。
- 觀月亞里莎 （日語）—NHK人物錄（日语：NHKアーカイブスポータル）
- 觀月亞里莎 （日語）—allcinema（日语：allcinema）
- 觀月亞里莎 （日語）—KINENOTE
- 觀月亞里莎 （日語）—電影.com（日语：映画.com）
- 觀月亞里莎 （日語）—MOVIE WALKER PRESS（日语：MOVIE WALKER PRESS）
- 觀月亞里莎 （日語）—電視劇檔案資料庫（日语：テレビドラマデータベース）
- Arisa Mizuki在互联网电影资料库（IMDb）上的資料（英文）
- 觀月亞里莎 （日語）—TVer